# خرانق
خَرانَق روستایی که مرکز بخش خرانق در شهرستان اردکان استان یزد ایران است. این روستا در ۶۰ کیلومتری شهر اردکان واقع شده‌ است.
وجود معادن سنگ آهن، چادرملو، اورانیم ساغند، باریتین، روی و گرانیت و همچنین پناهگاه حیات وحش دره انجیر با دارا بودن حیواناتی چون کل و بز، میش، قوچ، گربه وحشی، سیاه‌گوش، یوزپلنگ و هوبره این منطقه را خاص و مورد توجه ساخته‌است. روستای خرانق در ناحیه کوهستانی استان یزد واقع شده‌ است.
این روستا دارای دو بخش جدید و قدیم است که امروزه جمعیت روستا در بخش جدید ساکن است.

## وجه تسمیه
خرانق که در گذشته خورانق یا خورنق نامیده می‌شده را به معنای محل برآمدن خورشید یا محل تولد خور می‌دانند. در واقع این نام تغییر یافته هورنه که پارسی کهن یا میانه است می‌باشد که همانند دیگر نام‌های پارسی دچار تغییرات عربی شده و هور (خورشید) به خور و نه (از مصدر نهیدن یا نهادن یا هشتن که از مصدرهای پارسی کهن است و در شاهنامه فردوسی از آن بارها استفاده شده‌است) به نق تشکیل شده‌است.

## بناهای اصلی روستای خرانق
- قلعه خرانق

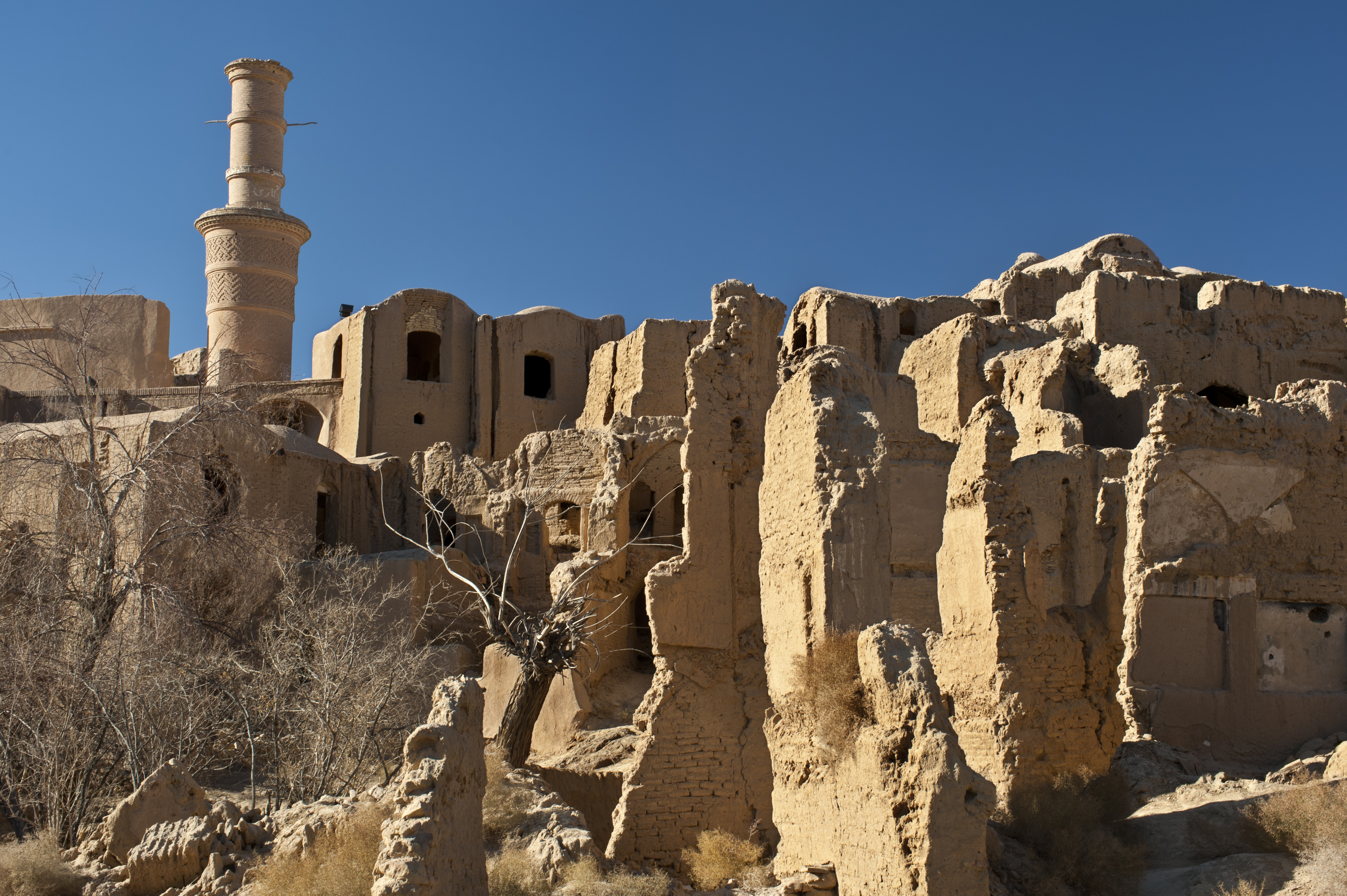
بخش قدیمی خرانق

قلعه خرانق یکی از بزرگترین قلعه‌های مسکونی روستایی استان یزد و یکی از چندین قلعه‌های دارای خانه‌های دو سه و چند طبقه در جهان است و همانند نمایشگاهی است که غرفه‌های آن از خشت و گل ساخته شده‌است.
- حمام خرانق

حمام تاریخی خرانق در کاروانسرا و در نزدیکی کشتزار و برای سهولت دستیابی به آب قنات در محلی گود واقع شده‌است. این حمام از سطح مجموعه قلعه پایین‌تر و از سطح متوسط خود روستا بالاتر است و بنابراین، فاضلاب آن را می‌توان به زمین‌های اطراف قلعه هدایت کرد. البته بعد از تخلیه تدریجی قلعه و ورود اهالی به بخش‌های جدید روستا حمام دیگری ساخته شد.
- کاروانسرای خرانق

از دیگر آثار تاریخی روستای خرانق کاروانسرای روستا است که قدمت آن به دوره ساسانی بر می‌گردد. کاروانسرای خرانق از نوع کاروانسراهای دشتی که عموماً یک طبقه‌اند ساخته شده و به سبک بنای شاه عباسی مرمت گردیده، این رباط ۴ تیمچه دارد که سه تای آن‌ها مسقف و یکی بدون سقف است. سقف اغلب صفه‌ها نوک تیز و شیبدار است بامها مسطح و کم شیبند و سقف فضاها و اتاقهای بزرگ کاملاً قوسی‌اند. سقف تیمچه‌ها با آجر پوشیده شده و اگر کسی در وسط تیمچه پایش را بر زمین بکوبد صدای آن در سقف گنبدی شکل تیمچه تا چند لحظه به نحو جالبی تکرار می‌شود. این کاروانسرا به شکل حیاط مرکزی است که اتاق‌ها و صفه‌هایی با طاق‌های هلالی دور آن را گرفته‌اند. کاروانسرای خرانق در تاریخ سوم اسفند ماه ۷۷ به ثبت آثار ملی رسیده‌است.
- آب‌انبار خرانق

'این بنا در روستای ساغند – از توابع خرانق – و در مسیر خراسان و نیم فرسخی رباط زیر زیرآب واقع گردیده و منسوب به شاه عباس اول صفوی است.
- پل خرانق

این پل هیچ‌گاه محل عبور و مرور فرد یا احشام نبوده‌است. هدف از ساخت این پل تنها انتقال آب از یک ساحل به ساحل دیگر رودخانهٔ کال می‌باشد. با توجّه به سازهٔ پل، شما با یک پایه سنگی ساروجی در امتداد پل روبرو می‌شوید که احتمال بند یا سیل شکن بودن پل را نیز می‌دهد. سازه آبی خرانق به روایت تاریخ در یک سیل ویرانگر، طاق‌های دهانه‌ها و نیز بخش عمده‌ای از سیل‌بند خود را ازدست داده و در ادوار بعد با افزودن یک سیستم انتقال آب جدید و کمی مهندسی تر از قبل به کار خود ادامه داده‌است. در ضمن در بعضی اسناد نشان دهنده این هستند که این پل مربوط به دوران اشکانیان است
- مسجد جامع و حسینیه خرانق

مسجد و حسینیه متصل به آن در وسط روستا و خارج از قلعه قرار دارد ودارای معماری منحصربه‌فردی است. در جلوی در ورودی قلعه مسجدی کوچک بنا شده‌است و داخل قلعه مسجد جامع وجود دارد که سابقه آن به دوران اسلامی و حداقل دوران قاجار برمی‌گردد و با توجه به مرمت صورت گرفته همچنان پابرجا است. مسجد جامع مسجدی است کوچک که شبستانی مربع و غرفه‌هایی گرداگرد آن وجود دارد. صحن این مسجد چند ضلعی است که از جنوب شرقی به حسینیه متصل است. شبستان در حال حاضر مورد استفاده ساکنان روستاست. پشت منبر مسجد سنگ قبر رسوبی (به ابعاد۳۰*۵۰) سانتیمتر به تاریخ ۴۹۹ه‍.ق موجود بوده‌است که فعلاً در اداره میراث فرهنگی استان یزد نگهداری می‌شود. بر این سنگ نام علی بن محمد اسحاق نوشته شده‌است.
- منارجنبان خرانق

یکی از سه منارجنبان قابل تکان خوردن در ایران در درون قلعه و کنار مسجد، منارجنبان قرار دارد و آنچه باعث شگفتی همگان می‌شود جنبیدن آن است که به وضوح مشاهده می‌شود. البته این منار جنبان کاربرد دفاعی نیز داشته‌است. مناره بلند مسجد در ضلع شمالی صحن برپا شده و قدمت آن از خود مسجد بیشتر است. (معروفیت این بنا جنبیدن آن است) از این مناره که مرتفع‌ترین بنای منطقه است و از چند کیلومتری دیده می‌شود در قدیم به عنوان فانوس خانه یا برج دیده‌بانی استفاده می‌شده‌است.
- بقعه مشهدک

این بقعه در گورستان روستا قرار دارد و از خِشت و گِل ساخته شده‌است این بقعه را محل نماز علی بن موسی الرضا (امام هشتم شیعیان) در راه رسیدن به مرو می‌دانند.

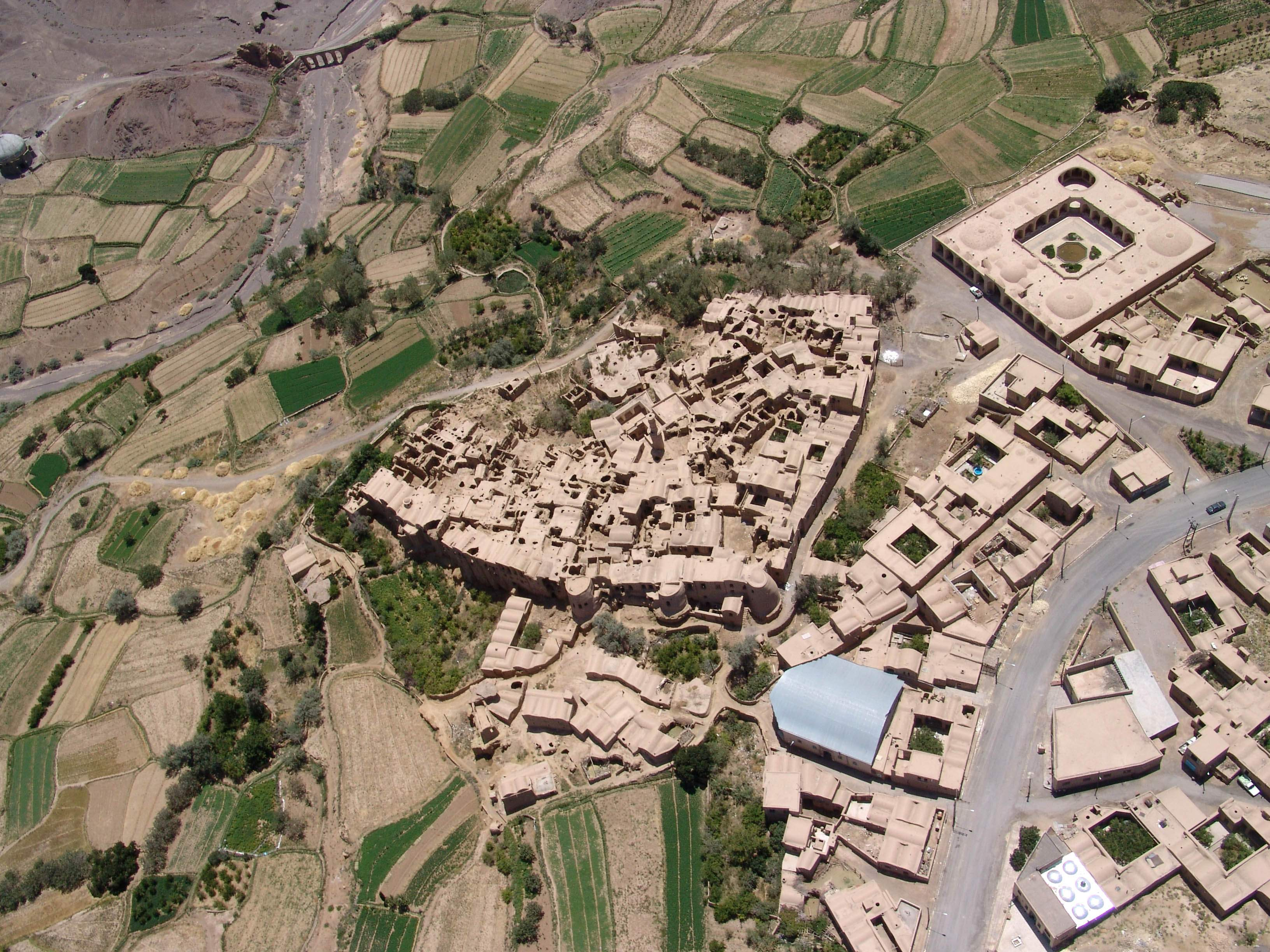
تصویر هوایی خرانق

## مسیر دسترسی
روستای تاریخی خرانق در ۸۵ کیلومتری شمال شرقی یزد و در ۵۰ کیلومتری شهرستان اردکان و در مسیر جادهٔ مشهد قرار گرفته‌است.